# اضطراب الإفراط الجنسي
اُقترح ادراج اضطراب الإفراط الجنسي (بالإنجليزية: hypersexual disorder)‏ في عام 2010، في الدليل التشخيصي والإحصائي للاضطرابات النفسية الطبعة الخامسة (DSM-5) الصادر عن الجمعية الأمريكية للطب النفسي (APA). حيث أوصت مجموعات العمل في اضطرابات الهوية والاضطرابات الجنسية إدراجه في القسم الثالث (التدابير والنماذج الناشئة، شروط مزيد من الدراسة)، إلآ أنه مع ذلك، تم استبعاده في نهاية المطاف من النشر النهائي.
تم اختيار تسمية اضطراب الإفراط الجنسي لأنه لا يتضمن أي نظرية محددة لما قد يسبب فرط الرغبة الجنسية، والتي ما زالت مجهولة ، ورفضت الجمعية الأمريكية للطب النفسي اقتراح سابق يدعو لإضافة الإدمان الجنسي للدليل، وذلك لأنه لم يتوفر أدلة كافية لديهم بأن هذه الحالة مماثلة لإدمان المخدرات، التي يشير لها مصطلح إدمان الجنس.
من بين معايير التشخيص المقترحة لاضطراب الإفراط الجنسي التي كتبها كافكا (2012)، أن الاضطراب يتميز بأنه نمط يتضمن الانشغال المتكرر والمكثف بالتخيلات الجنسية، مما يؤدي إلى عواقب وخيمة وضعف في التنمية الاجتماعية أو المهنية، أو في أي مجال من المجالات الوظيفية الهامة.
وعلاوة على ذلك، فإن الإشخاص المصابين باضطراب الإفراط الجنسي عادة ما يعانون من عدة محاولات فاشلة للسيطرة على أو التقليل من كمية الوقت الذي يقضونه منخرطين في التخيلات الجنسية، وكذلك التحكم في السلوكيات المصاحبة للمزاج الاكتئابي أو الأحداث المجهدة أو التوتر والضغط النفسي في الحياة، وتشير المعايير المقترحة أنه حتي يمكن تشخيص الشخص بأنه مصاب باضطراب الإفراط الجنسي فإن الأعراض يجب أن تستمر لمدة 6 أشهر على الأقل، وتحدث بصورة مستقلة دون تعاطي أي نوع من المخدرات، أو الإصابة بنوبة من نوبات الهوس، أو أي حالة طبية أخرى.
كما تتضمن الاقتراحات التشخيصة للاضطراب بعض السلوكيات الجنسية التي يصعب حلها كالاستمناء واستخدام المواد الإباحية والجنس عبر الإنترنت، وغيرها.
قاد الطبيب النفسي والباحث في قسم الطب النفسي في جامعة كاليفورنيا بلوس أنجلوس روري ريد (Rory Reid)، فريقا من الباحثين في جميع أنحاء الولايات المتحدة الأمريكية في تجربة ميدانية للتحقيق في المعايير المقترحة لاضطراب الإفراط الجنسي، ونشرت نتائج الدراسة في مجلة الطب الجنسي، حيث خلصوا إلى أن المعايير صحيحة، ويمكن استخدامها للتشخيص الموثوق.